# Пыхтунья
Пыхтунья — река в России, в Кировской и Костромской областях, протекает по территории Шабалинского и Поназыревского районов, соответственно. Устье реки находится в 89 км по левому берегу реки Нея. Длина реки составляет 10 км.
Река берёт начало в лесах в 6 км северо-западнее посёлка Гостовский. Большая часть течения проходит по территории Кировской области, перед устьем река перетекает на территорию Костромской. Течёт на северо-запад по ненаселённому лесу, впадает в Нею около деревни Нея.

## Данные водного реестра
По данным государственного водного реестра России относится к Верхневолжскому бассейновому округу, водохозяйственный участок реки — Ветлуга от истока до города Ветлуга, речной подбассейн реки — Волга от впадения Оки до Куйбышевского водохранилища (без бассейна Суры). Речной бассейн реки — (Верхняя) Волга до Куйбышевского водохранилища (без бассейна Оки).
По данным геоинформационной системы водохозяйственного районирования территории РФ, подготовленной Федеральным агентством водных ресурсов:
- Код водного объекта в государственном водном реестре — 08010400112110000041981
- Код по гидрологической изученности (ГИ) — 110004198
- Код бассейна — 08.01.04.001
- Номер тома по ГИ — 10
- Выпуск по ГИ — 0